# Alessandro Cesarini
Alessandro Cesarini (Roma, ? - Roma, 13 de febrer de 1542) va ser un cardenal italià, bisbe de Pistoia. Fou elevat al rang de cardenal en el consistori de juliol de 1517 pel Papa Lleó X.
El 1534 va assistir al conclave a la mort del Papa Adrià VI, on s'elegiria Pau III com a successor. Fou abat comendatari (a distància) de Sant Martí del Canigó del 1534 al 1540. El maig de 1540 va ser nomenat bisbe d'Albano, i el novembre de 1541 bisbe de Palestrina. El seu besnet Alessandro Cesarini, amb el seu mateix nom, també va ser cardenal.